# Maison de Château-Gontier
Pour les articles homonymes, voir Château (homonymie) et Gontier.
 (février 2019).
Si vous disposez d'ouvrages ou d'articles de référence ou si vous connaissez des sites web de qualité traitant du thème abordé ici, merci de compléter l'article en donnant les références utiles à sa vérifiabilité et en les liant à la section « Notes et références ».
La maison de Château-Gontier est une famille féodale française qui fut puissante en Anjou et dans le Maine au Moyen Âge. Elle était titulaire de la baronnie de Château-Gontier (Mayenne). Elle s'est éteinte dès le XIIIe siècle.

## Histoire
Les seigneurs de Château-Gontier ne se réservèrent point dans le territoire qui leur était inféodé des châtellenies où ils pussent élever des forteresses qui fussent leur domaine et leur servissent de défense pour le reste de leur baronnie, comme le firent les seigneurs de Laval et de Mayenne. Ils se contentèrent de la possession utile des forêts de Valle et de Flée, d'une partie de la forêt de Bouère, et de redevances sur les fiefs inféodés par eux.

## Généalogie
- Renaud Ier de Château-Gontier (1026, 1040-1045)
  - Alard Ier de Château-Gontier (1045-1060)
  - Renaud II de Château-Gontier (1063-1067)
    - Renaud III de Château-Gontier (1067-1101), marié avec Burgondie de Nevers
      - Alard II de Château-Gontier (1101-1145), marié avec Mathilde d'Amboise
        - Alard
        - Alard III de Château-Gontier (1145-1152), marié avec Mélisende de Champtoceaux
          - Renaud IV de Château-Gontier (1151-après 1169), marié avec Béatrice du Perche
            - Renaud V de Château-Gontier (avant 1183-1195)
              - Renaud VI de Château-Gontier (après 1195-1206)
              - Alard IV de Château-Gontier (1206-1245), marié en 1207 avec Emma de Vitré
                - Jacques de Château-Gontier (vers 1220-1263), marié en 1239 avec Havoise de Montmorency
                  - Renaud
                  - Emma
                  - Philippe

            - Guillaume
            - Béatrix

          - Alard
          - Barthélemy
          - Marguerite

        - Renaud
        - Geffroy
        - Guiheneuc, du second lit

      - Laurence

    - Guicher
    - Mélissende

  - Guioul
  - Geffroy
  - Aubry
  - Péronnelle

## Armes
Les armes de la maison de Château-Gontier se blasonnent ainsi : D'argent à trois chevrons de gueules,

Comme les autres familles d'ancienne féodalité, celle des barons de Château-Gontier eut des armoiries vers le commencement du XIIIe siècle. Nous pouvons croire que le sceau de l'acte de Renaud et d'Alard de Château-Gontier en faveur de l'hôpital est le premier dont ils aient usé, et qu'il date de leur majorité. L'acte est de 1206 et donné collectivement, mais le sceau est au nom d'Alard seul, le plus jeune des deux frères, probablement parce que l'ainé, Renaud, était mort à l'époque du scellement de la charte.
En 1215 une charte en faveur de l'abbaye Saint-Serge d'Angers et l'année suivante la donation de Guillaume Le Bariller au Prieuré des Bonshommes de Ballots par le même seigneur, sont aussi scellées, d'après Dom Housseau (t. IV, no 2.415), d'un écu de gueules chargé de 3 chevrons d'or.
On connait deux autres écus du successeur d'Alard IV, Jacques de Château-Gontier, l'un de 1237, au Cartulaire de Saint-Serge, chargé de 3 chevrons, le premier brisé ; contre-sceau identique ; légende du sceau : SIGILLUM JACOBI DOMINI CASTRI GONTERI ; du contre-sceau : VERITAS.